# 灰叶茴芹
灰叶茴芹（学名：Pimpinella grisea）为伞形科茴芹属的植物，是中国的特有植物。分布于中国大陆的云南等地，生长于海拔1,200米至1,300米的地区，一般生长在山地，目前尚未由人工引种栽培。